# Станіслав Неверовський
Станіслав Неверовський (7 квітня 1981) — білоруський плавець.
Учасник Олімпійських Ігор 2004, 2008 років.